# Паскаль (фільм)
«Паскаль» (фр. Blaise Pascal) — телефільм режисера Роберто Росселліні, що вийшов на екрани в 1972 році.

## Сюжет
Фільм охоплює життя великого французького мислителя Блеза Паскаля з 1640 року, коли він 17-річним юнаком переїхав в Руан, де батько отримав посаду королівського інтенданта, до його смерті в 1662 році. Показано, як зовсім молодою людиною він пише свою першу наукову працю, присвячену конічним перетинам, і створює свою знамениту лічильну машину. Незабаром здоров'я Паскаля погіршується. Проте, він продовжує багато працювати, розвиваючи свою теорію вакууму і багато розмірковуючи на релігійні теми.

## В ролях
- П'єр Ардіті — Блез Паскаль
- Рита Форцано — Жаклін Паскаль, сестра Блеза
- Джузеппе Аддоббаті — Етьєн Паскаль, батько Блеза
- Крістіан де Сіка — лейтенант-злочинець
- Лівіо Галассі — слуга Жак
- Бруно Каттанео — Адрієн Дешам
- Тереза Річчі — Жильберта Паскаль, сестра Блеза
- Клод Бакс — Рене Декарт
- Бернар Рігаль — канцлер Сегье
- Жан-Домінік де ла Рошфуко — батько Ноель
- Марко Бонетті — Артюс Гуфье